# Hypoponera elliptica
Hypoponera elliptica är en myrart som först beskrevs av Auguste-Henri Forel 1900.  Hypoponera elliptica ingår i släktet Hypoponera och familjen myror. Inga underarter finns listade i Catalogue of Life.